# 제1차 진주성 전투
제1차 진주성 전투(第1次晋州城戰鬪) 혹은 진주대첩(晋州大捷)은 조선 중기 당시 임진왜란의 한 공방전이다. 이 전투는 권율의 행주대첩과 이순신의 한산도 대첩과 더불어 3대 대첩이다. 훗날 조선군은 1년 뒤 제2차 진주성 전투에서 패배하게 된다.

## 개요
이순신이 해전에서 수차례 승리를 거두어 바다로 나아가는 길을 장악하였다. 이 때문에 일본군의 입장에서 해로를 이용한 보급에 차질이 빚어졌고, 부산포와 한양 사이의 소통을 육로에 의존할 수 밖에 없었다. 그러나 경상우도에서 반란이 일어나 일본군은 부산포와 한양 사이의 통신에 어려움을 겪는다. 따라서 경상감영이 있는 진주성을 공략한다. 이때까지 일본군은 진주성을 공략하지 못했는데, 첫째로 진주성은 외성과 내성으로 이루어져 있었고(현재는 내성만 남아있다.) 성의 앞에는 남강이 흐르고 후방 삼면에는 넓고 깊은 해자가 있었기 때문에 방어력이 높았기 때문이었다. 도요토미 히데요시는 남도를 장악할 본거지이자 전라도 침입의 교두보 역할을 해낼 요충지가 바로 진주성이라고 간주하고 공략을 명령했다.
1592년 11월 7일(음력 10월 4일) 일본군은 군사 3만명을 이끌고 진주성을 포위하였다. 전투에 앞서 조선의 관군과 의병들은 군을 나누어 기각의 지세를 이루었다. 성내에는 진주 목사 김시민을 위시한 관군 3,800여 명과 백성이 합세해 결전을 준비했고, 성외에서는 홍의장군 곽재우가 이끄는 경상도 의병들이 일본군을 배후에서 견제하고 있었다. 이런 상황에서 일본군은 섣불리 공격을 시작하지 못하다가 결국에는 주위의 민가를 모조리 불 지르고 총탄과 화살을 마구 쏘아대며 마침내 공격을 개시했다. 성내에 있던 조선 관군은 화차와 현자총통을 비롯한 총포와 화살로써, 백성은 돌과 뜨거운 물로써 대항하였다. 더불어 임계영과 최경회가 이끄는 전라도 의병 2,000여 명은 성외에서 일본군의 후방을 기습공격했고, 나아가 홍의장군 곽재우도 유격전을 전개하여 일본군을 혼란에 빠뜨렸다. 덧붙여 항우가 이끌던 초나라 군사와 장량의 고사를 생각해내고 이를 흉내낸 것일지는 몰라도, 곽재우는 피리를 불어 일본군의 군심을 흔들었다. 11월 12일(음력 10월 9일) 승리가 점차 목전에 다가오는 중 진주목사 김시민이 일본군이 쏜 총탄에 맞아 정신을 잃고 쓰러졌다. 진주성을 공격한 지 이레 만인 11월 13일(음력 10월 10일) 싸움에 지친 일본군은 진주성을 포기한채 마침내 퇴각하였다. 그러나 이 공방전의 주역인 김시민은 치료를 받았음에도 불구하고 11월 21일(음력 10월 18일)에 향년 39세로 순국했다.
이 제1차 진주성 전투에서 얻은 귀한 승리는 진주대첩으로서 한산대첩과 행주대첩과 더불어 임진왜란 삼대 대첩 중 하나로써, 일본군이 호남으로 진출하려던 계획을 좌절케 한 전략상 중요한 승리였다.

## 의의
진주대첩은 임진왜란에서 최초로 수성에 성공한 전투이다. 이는 군과 민이 합심하고 전장의 지형의 이점을 잘 이해 및 이용하였으며 기각을 지세를 이루어 적을 혼란케하고 다양한 종류의 무기를 효율적으로 사용하여 이끌어 내었기에 승리가 가능한 것으로서 최신식 무기로 무장하였던 일본군을 방어한 수성전이었다. 당시 전투에서 일본군 전사자는 지휘관급이 300명, 병사가 10,000명에 달할정도로 패배의 여파가 컸다.

### 병력 구성
조선군

진주목사 김시민 3,700명
경상우병사 유숭인 2,000명

곤양군수 이광악 100명

의병장 곽재우 200명

의병장 최경회, 임계영 2,000명

관군 3,800명, 의병 2,200명

일본군

우키타 히데이에 10,000명

호소카와 다다오키 3,500명

하세가와 히데카즈 5,000명

기무라 시게코레 3,500명

신조 나오사다 300명

가스야 다케노리 200명

오타 가즈요시 160명

총 30,000명

### 패배로 인한 일본의 분노와 치욕
도요토미 정권은 진주성 전투에서 겪은 참패에 분노했다. 도요토미 히데요시는 이에 2차전을 지시하였고 진주대첩에서의 승리의 주역인 목사 김시민을 참수하여 목을 가져오라고 명하였다.

### 조총과 승자총통
진주성 전투에서 일본군은 당시에 조총과 같은 위력적인 무기로 무장하였는데, 이에 비하여 의병들은 대부분 창과 활로 무장하였고 조선의 관군에게는 의병과 마찬가지로 창과 활로 무장은 물론 거기에 조총에 대응할 만한 승자총통까지 갖추고 있었다.

### 조선의 요새
진주성은 쉬이 점령할 수 없는 방비가 굉장히 잘되어 있는 요새였다. 진주성의 남측에는 남강이, 서측에는 깍아 세운 듯한 절벽이 있었고, 북측에는 적의 침입을 막는 깊고 넓은 연못이 있었다.

### 고도의 심리전
여러 병서에서도 강조하듯이, 군의 기강과 사기는 승패를 가르는 직접적인 요소이다. 일본군들은 다양한 방법을 동원하여 심리전을 펼쳤는데, 그들은 조선 관군을 동요하게 하려고 했다. 그러나 이 방법은 굳건한 조선 군민의 마음을 흩뜨려 놓지 못했고 오히려 조선 관군이 김시민을 중심으로 고도의 심리전을 전개하여 일본군을 혼란하게 했으며 이에 김시민은 피리 소리도 동원하였다.

### 승리의 주역
약 오일간의 전투 마지막 날 새벽에 위장 퇴각한 일본군은 곧바로 돌아와 성을 총공격했다. 성내에 있던 백성들은 김시민의 지휘하에 일본군을 향해 투석하고 끓는 물을 쏟아 붓는 등 사력을 다했는데, 성내에 있는 기와와 돌 그리고 우물물까지도 거의 바닥이 났었다고 한다.

## 기념물

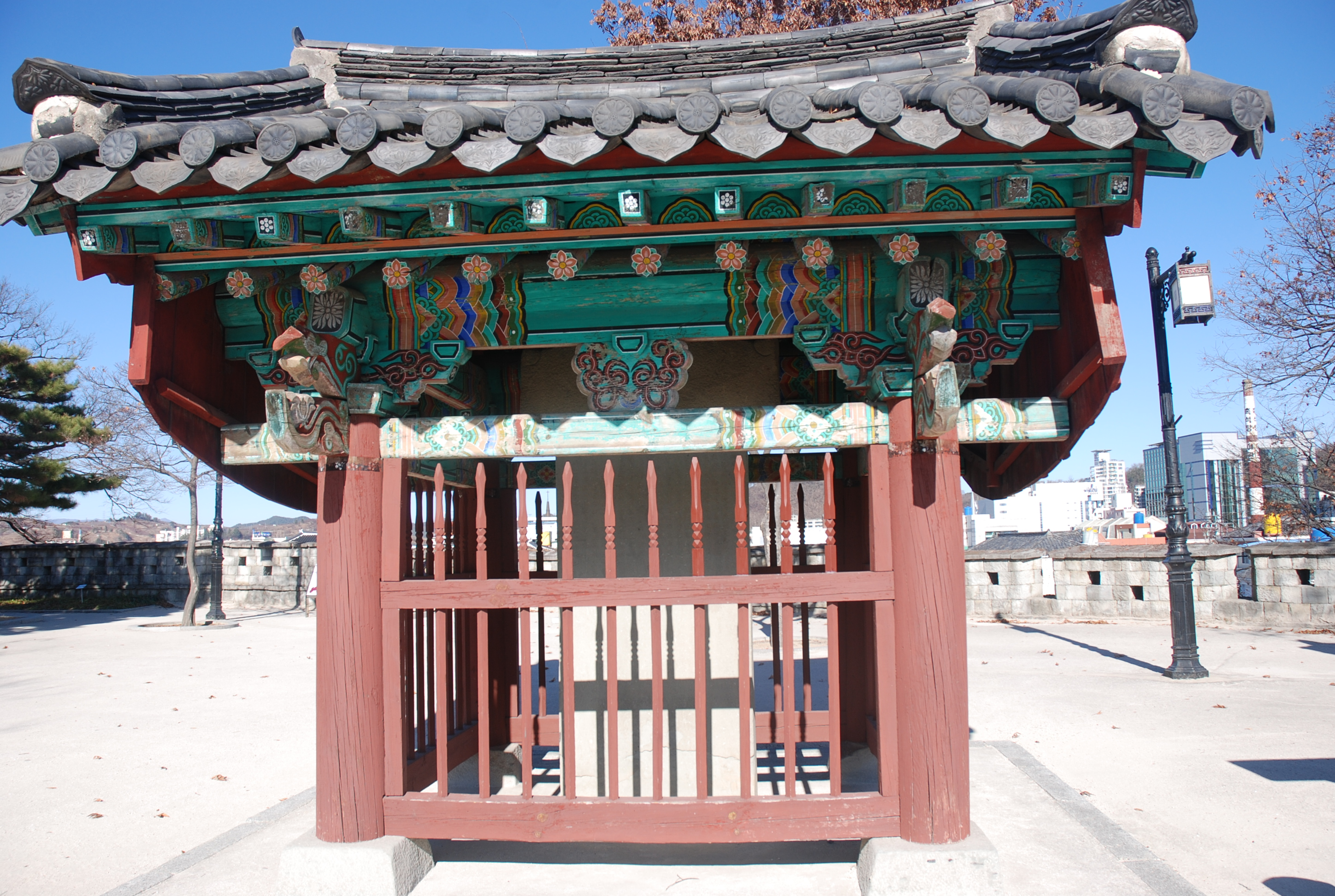
김시민장군 전공비

경상남도 시도유형문화재 제1호로 지정된 김시민 장군 전공비는 1619년(광해군 11년) 음력 7월에 진주성에 세워졌으며, 성여신이 비문을 짓고 한몽인이 글씨를 썼다. 진주전상각적비(晉州全成却敵碑)라고도 하고 시도유형문화재 제2호인 촉석정충단비와 나란히 서 있다. 1987년 당시 전사한 영현들을 위로코자 비 후편에 계사순의단을 건립했다.

### 1차 진주성 전투의 의미
일본군이 진주성을 공격한 이유는 진주성을 뚫어야 전라도 지역을 점령할 수 있기 때문이다. 식량 확보와 전략적 교두보 역할을 동시에 갖출 수 있는 천연의 요새였기에 일본군의 공세는 무서웠다. 하지만 조선의 저항도 만만찮았다.

## 같이 보기
- 최경회